# Резолюция 265 на Съвета за сигурност на ООН
Резолюция 265 на Съвета за сигурност на ООН е приета на 1 април 1969 г. по повод ситуацията в Близкия изток.
Като потвърждава Резолюция 248 и Резолюция 256 и като взема предвид множеството нарушения на обявеното от Съвета примирие в региона, Резолюция 265 осъжда въздушните атаки от 15, 16 и 17 март 1969 г., извършени от Израел над йордански селища и други населени райони в Йордания, които според Съвета за сигурност представляват щателно планирана и широкомащабна военна операция в нарушение на посочените резолюции. Като изказва съжаление относно човешките жертви и материалните щети, причинени от действията на Израел, Съветът определя военните нападения като грубо нарушение от страна на Израел на Устава на ООН и на предишните резолюции на Съвета по въпроса и предупреждава израелската страна, че ако подобни нарушения бъдат повторени, то Съветът ще бъде принуден да обсъди и приеме допълнителни мерки, които да гарантират че в бъдеще такива нападения няма да бъдат повторени.
Резолюция 265 е приета с мнозинство от 11 гласа за при 4 въздържали се от страна на Колумбия, Парагвай, Обединеното кралство и Съединените щати.